# (11709) Eudoxe
(11709) Eudoxe, désignation internationale (11709) Eudoxos, est un astéroïde de la ceinture principale.

## Description
(11709) Eudoxe est un astéroïde de la ceinture principale. Il fut découvert par Paul G. Comba le 27 avril 1998 à Prescott. Il présente une orbite caractérisée par un demi-grand axe de 2,6 UA, une excentricité de 0,109 et une inclinaison de 2,76° par rapport à l'écliptique.
Il fut nommé en hommage à Eudoxe de Cnide (408-355 av. J.-C.), mathématicien grec.

## Compléments